# 五陂镇
五陂镇，是中华人民共和国江西省萍乡市安源区下辖的一个乡镇级行政单位。

## 行政区划
五陂镇下辖以下地区：
石门社区、新街社区、王坑社区、五陂村、册雷村、长潭村和大田村。